# Kris Gerits
Kris Gerits (né le 27 septembre 1971 à Hasselt,) est un coureur cycliste belge, actif des années 1980 à 2000.

## Biographie
En juin 1994, Kris Gerits termine troisième du Circuit Het Volk espoirs. Il passe ensuite professionnel en 1995 au sein de l'équipe Vlaanderen 2002, où il évolue jusqu'en 2002. Durant cette période, il remporte notamment une édition du Samyn ainsi qu'une étape du Tour de Bavière. Il s'impose par ailleurs sur deux étapes du Circuit franco-belge. 
Son fils Senne a lui aussi été coureur cycliste, mais seulement au niveau amateur. 

## Palmarès
- 1988
  - 2e du Circuit Het Volk débutants
- 1994
  - 2e de Bruxelles-Zepperen
  - 3e du Circuit Het Volk espoirs
- 1996
  - 2e du Grote Geteprijs
- 1997
  - 3e étape du Circuit franco-belge
  - 3e du Samyn
- 1998
  - Zellik-Galmaarden
  - Omloop van de Westkust
  - 3e étape du Circuit franco-belge
- 1999
  - 3ea étape du Tour de Bavière
  - Eurode Omloop
  - 2e du Grand Prix de la ville de Vilvorde
- 2000
  - 3e du Grote Geteprijs
- 2001
  - Le Samyn
  - 3e de la Ronde de Saint-Quentin